# ハイネ＝スティルチェス多項式
数学の分野におけるハイネ＝スティルチェス多項式（ハイネ＝スティルチェスたこうしき、英: Heine–Stieltjes polynomial）あるいはスティルチェス多項式と呼ばれるものは、T. J. Stieltjes (1885) によって導入されたもので、すべての特異点が確定特異点であるような微分方程式である二階のフックス型微分方程式の多項式解である。そのようなフックス型微分方程式は、次の形状を取る。
{\displaystyle {\frac {d^{2}S}{dz^{2}}}+\left(\sum _{j=1}^{N}{\frac {\gamma _{j}}{z-a_{j}}}\right){\frac {dS}{dz}}+{\frac {V(z)}{\prod _{j=1}^{N}(z-a_{j})}}S=0.}
ここで V(z) は次数が高々 N − 2 であるようなある多項式で、多項式解 S を持つときはヴァン・ヴレック多項式と呼ばれるものである（エドワード・バー・ヴァン・ヴレックの名にちなむ）。そのような解 S はハイネ＝スティルチェス多項式と呼ばれる。
ホイン多項式は、スティルチェス多項式の特別な場合で、フックス型微分方程式が四つの特異点を持つときに得られるものである。